# Quả mở
Quả mở là dạng quả thường mở ra, qua các "nắp" hoặc "van"  khi quả chín và theo cách này hạt sẽ giải phóng và phát tán trực tiếp. Phần lớn, quả mở có nhiều hạt. Các lá noãn thường được mở bằng lực trương nước. Hạt phát tán qua gió, nước và những thứ khác.
Các loại quả mở bao gồm

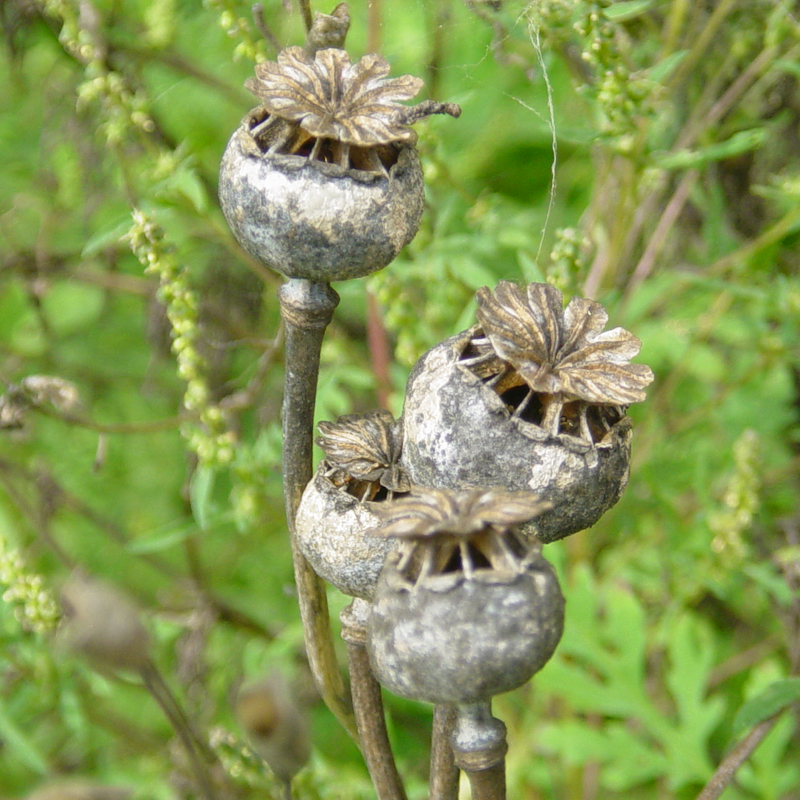
Hạt cùa quả anh túc chín giải phóng nhờ tác động của gió.

- Quả nang, nhiều hạt, nhiều lá noãn.
- Quả cải, nhiều hạt, bầu nhụy trên có hai lá noãn, mở ở đường nối.
- Quả đại, nhiều hạt, bầu nhụy trên có lá noãn, mở ở đường nối bụng.
- Quả đậu, phần lớn là nhiều hạt, bầu nhụy trên có lá noãn, mở ở bụng và đường nối sau

## Văn liệu
- Matthias Baltisberger, Reto Nyffeler, Alex Widmer: Systematische Botanik. Einheimische Farn- und Samenpflanzen. 2013, 4. Aufl., Zürich: vdf, S. 83